# Clavy-Warby
Clavy-Warby település Franciaországban, Ardennes megyében. Lakosainak száma 342 fő (2022. január 1.). Clavy-Warby Neufmaison, Neuville-lès-This, Saint-Marcel és Thin-le-Moutier községekkel határos.

## Népesség
A település népességének változása:
| Lakosok száma | 199  | 330  | 328  | 351  | 357  | 355  | 348  | 345  | 344  | 342  |
|               | 1968 | 1982 | 1990 | 2006 | 2013 | 2015 | 2017 | 2019 | 2020 | 2022 |